# Francesca Baldini
Francesca Baldini (22 aprile 1990) è un'ex calciatrice italiana, di ruolo difensore.

## Carriera
Dopo un’esperienza nel calcio maschile durata 9 anni, nel 2005 inizia la sua avventura nel calcio femminile nella società ACF Firenze (gioca nella categoria Primavera). Un anno dopo, nell’estate 2006 Francesca Baldini viene promossa dal Firenze neopromossa in Serie A. Viene convocata nelle squadre giovanili della Nazionale Italiana, facendo parte della selezione Under 17 azzurra. Nel 2007 un infortunio la tiene ferma ai box per tanti mesi, riparte quindi da categorie inferiori e si accorda con il Giglio Calcio (società affiliata al Firenze)  l'estate successiva. Con la nuova società conquista al suo primo anno il campionato di Serie D della regione Toscana e gioca le successive tre stagioni in Serie C.
Nell'estate 2011 coglie l'opportunità offertale dalla Scalese per ritornare a giocare ad un campionato di livello superiore. Con le biancazzurre rimane due stagioni, coronate dalla conquista al termine del campionato 2012-2013 del massimo livello del campionato italiano femminile di calcio, la Serie A.Tuttavia il ritorno a giocare in Serie A è ancora con la maglia del Firenze, con il quale si accorda per disputare la stagione entrante.
Con le Viola rimane ancora una volta una sola stagione; nell'estate 2014 viene infatti ceduta al Castelfranco

## Palmarès
- Scudetto Categoria Primavera 2005;
- Campionato italiano di Serie A2: 1 classificata

Scalese: 2012-2013